# Lightnin’ Slim
Lightnin’ Slim (eigentlich Otis Hicks; * 13. März 1913 bei St. Louis, Missouri; † 27. Juli 1974) war ein US-amerikanischer Blues-Gitarrist und Sänger, ein bedeutender Vertreter des Swamp Blues.
Geboren auf einer Farm bei St. Louis in Missouri, zog Lightnin’ Slim im Alter von 13 Jahren mit seiner Familie nach St. Francisville in Louisiana. Sein Bruder brachte ihm das Gitarrespielen bei, wenn auch nur rudimentär. In den 1940er-Jahren trat er in Baton Rouge mit Arthur Kelly auf. Während der 1950er- und 1960er-Jahren spielte er häufig mit seinem Schwager Slim Harpo. In dieser Zeit machte er etliche Plattenaufnahmen.
Mitte der 1960er-Jahre zog Lightnin’ Slim nach Detroit. Mit dem American Folk Blues Festival tourte er in Europa. 1972 trat er beim Montreux Jazz Festival auf. 1973 war er mit der American Blues Legend Tour unterwegs (Aufnahmen veröffentlicht auf Big Bear Records).
Lightnin’ Slim starb 1974 an Krebs. Er ist in Pontiac, Michigan, beigesetzt.
Zu den Stücken von Lightnin’ Slim gehören unter anderem Rooster Blues (1959), Bad Luck Blues, Just Made Twenty-one, Lonesome Cabin Blues, Nobody Loves Me But My Mother und Voodoo Blues.